# 王怀明

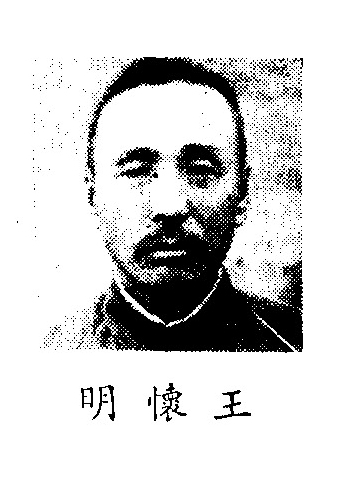

王怀明（1891年—1982年6月11日），字念文，山西新绛县人。中国近代政治人物、教育家。

## 生平
早年毕业于山西法政专门学校，后赴美国留学，进入芝加哥西北大学法学院，1922年毕业，获硕士学位。回国后，任山西大学法学院教授。1923年后，任山西高等法院第二分院院长。1932年，任太原绥靖公署军法处处长。1938年2月，任山西省政府秘书长兼教育厅长。1943年4月，任国立山西大学校长。1946年4月，被指派为山西省临时参议会议长；7月正式选举为议长，兼任山西奖惩委员会主任委员。中华人民共和国成立前夕去台湾。1950年至香港。旋转赴美国，在芝加哥西北大学任教，继续研究法学，获博士学位。1955年定居美国，在孔祥熙办事处协助处理私人函电。1982年5月8日回北京；同年6月11日病逝于太原，终年91岁。